# Cymbidium chloranthum
Cymbidium chloranthum — вид родини орхідні, роду цимбідіум, що має зелені квітки.

## Поширення і місця існування
Знайдено в Малайзії, Суматрі, Борнео і Яві у вічнозелених лісах, прирічковій смузі і лісистих пагорбах на висоті близько 250—1000 метрів як епіфіт.

## Біологічний опис
Псевдобульби яйцеподібні, звужені біля вершини, злегка стислі. 5 — 6 листків прямі, як стрічки, тупі, нерівномірно дволопатеві на вершині, тонкі, шкірясті. Квіти зібрані в суцвіття, прямі, 37,5 см заввишки, від 15 до 30 квітів проводиться в літо.